# Битва при Мутине (72 до н. э.)
Битва при Мутине — сражение между римскими и повстанческими войсками в ходе восстания Спартака, закончившееся поражением римлян.
Согласно Плутарху, после битвы между легионом Геллия и людьми Крикса Спартак разбил легион Лентула, захватил их запасы и снаряжение и направился прямо в Северную Италию. После этого поражения оба консула были отстранены от командования и отозваны в Рим. Плутарх не упоминает ни истребления Спартаком легиона Геллия, ни столкновения Спартака с объединёнными консульскими легионами под Пиценом.
Затем Плутарх переходит к деталям конфликта, не упоминаемым в истории Аппиана. По словам Плутарха, армия Спартака продвинулась на север, к области вокруг Мутины (современная Модена). Там римская армия из около 10 000 солдат во главе с наместником в Цизальпийской Галлии Гаем Кассием Лонгином пыталась преградить путь отрядам Спартака, но была разбита.